# Violet Horner
Violet Horner (New York, 25 marzo 1892 – Contea di Volusia, 6 luglio 1970) è stata un'attrice statunitense.
Figlia di Sidney Herbert Horner e di Pauline Tranter, due artisti del music hall, crebbe a Brooklyn, prendendo parte a spettacoli di dilettanti e cantando nel coro della chiesa.
Iniziò a recitare nel 1912 alla Independent Moving Pictures Co. of America (IMP). Nella sua carriera, durata fino al 1916, girò circa una settantina di film.

## Filmografia
- The Right Clue, regia di Otis Turner - cortometraggio (1912)
- The Man from the West, regia di Otis Turner (1912)
- Mr. Smith, Barber, regia di H. Hembre (1912)
- Lady Audley's Secret, regia di Herbert Brenon e Otis Turner (1912)
- A Cave Man Wooing, regia di Otis Turner (1912)
- The Peril, regia di Otis Turner (1912)
- The Breakdown
- Let No Man Put Asunder, regia di Otis Turner (1912)
- The Schemers, regia di Otis Turner (1912)
- His Other Self
- Caught in a Flash, regia di Otis Turner (1912)
- Winning the Latonia Derby, regia di Otis Turner (1912)
- Blood Is Thicker Than Water (1912)
- In Old Tennessee, regia di Otis Turner (1912)
- The Castaway (1912)
- Chappie the Chaperone, regia di Herbert Brenon (1912)
- A Happy Family
- The Millionaire Cop
- Getting Mary Married (1912)
- He Had But Fifty Cents
- The Bridal Room
- A Bad Tangle
- An Eventful Bargain Day
- Yvonne, the Foreign Spy
- Ferdie, Be Brave
- A Strange Case
- How Ned Got the Raise
- Aunt Dinah's Plot
- She Slept Through It All (1913)
- The Baldheaded Club
- Billy's Board Bill
- Fresh Air Filkins
- An Imp Romance
- Sisters - cortometraggio (1913)
- Dr. Jekyll and Mr. Hyde, regia di Herbert Brenon (1913)
- The Fringe of Sin
- Billy's Troubles
- Billy Wins
- Damages in Full
- Billy's Double
- Billy's First Quarrel
- A Woman Loved
- Billy's Adventure
- Billy Plays Poker
- Billy's Honeymoon
- The Wages of Sin (1913)
- Billy in Armor
- The Higher Law - cortometraggio (1913)
- Billy, the Wise Guy - cortometraggio (1913)
- Her Nerve - cortometraggio (1913)
- Bob's Baby - cortometraggio (1913)
- A Modern Romance, regia di William Robert Daly - cortometraggio (1913)
- Retribution - cortometraggio (1913)
- Gratitude (1913)
- The Soul of Man - cortometraggio (1913)
- Ten Nights in a Barroom, regia di Lee Beggs
- Hearts of Oak, regia di Wray Bartlett Physioc (1914)
- The Ring and the Man, regia di Francis Powers (1914)
- Lena Rivers (1914)
- Shore Acres, regia di John H. Pratt (1914)
- The Girl from Alaska, regia di John H. Pratt (1915)
- Garden of Lies, regia di John H. Pratt (1915)
- The Stolen Voice, regia di Frank Hall Crane (1915)
- Tillie, the Terrible Typist - cortometraggio (1915)
- The Marble Heart, regia di Kenean Buel (1916)
- La figlia degli Dei (A Daughter of the Gods), regia di Herbert Brenon (1916)
- The Fighting Chance (1916)
- Enlighten Thy Daughter, regia di Ivan Abramson (1917)